# Enoplognatha wyuta
Enoplognatha wyuta es una especie de araña araneomorfa del género Enoplognatha, familia Theridiidae. Fue descrita científicamente por Chamberlin & Ivie en 1942.
Habita en los Estados Unidos.